# Thomas Sobotzik
Thomas Sobotzik (en polonais Tomasz Sobocki) est un footballeur allemand né le 16 octobre 1974 à Gliwice (Pologne).

## Carrière
- 1980-1983 : Piast Gliwice  Pologne
- 1983-1988 : Górnik Zabrze  Pologne
- 1988 : Eintracht Francfort  Allemagne
- 1989-1990 : VfB Stuttgart  Allemagne
- 1990-1995 : Eintracht Francfort  Allemagne
- 1995-1997 : FC St. Pauli  Allemagne
- 1997-1999 : Eintracht Francfort  Allemagne
- 1999 : FC Kaiserslautern  Allemagne
- 2000-2001 : Eintracht Francfort  Allemagne
- 2001-2003 : Rapid Vienne  Autriche
- 2003-2004 : 1.FC Union Berlin  Allemagne
- 2004-2007 : Unterhaching  Allemagne
- 2007 : Sandefjord Fotball  Norvège
- 2008-2009 : Eintracht Francfort  Allemagne
- depuis 2009 : 1.FC Oberstedten  Allemagne